# 미륵도
미륵도(彌勒島)는 통영시 산양읍, 봉평동, 미수동이 속하는 사실상의 섬으로, 면적은 약 39 km2이다.
미륵도는 원래 통영반도와 폭 200여 m의 좁은 땅으로 연결되어 있었는데, 썰물 때에는 걸어서 건널 수 있지만 밀물 때에는 바닷물이 들어오는 너비 10여 m의 물길이 있었다. 이 물길을 확장해 1932년에 지금의 통영 운하가 만들어졌다.

## 역사
임진왜란의 한산도 대첩 당시 이순신 장군의 수군에게 쫓긴 왜선들이 이곳으로 도망쳐 들어왔다가 퇴로가 막히자 모래를 파고 물길을 더 크게 내어 도망치려 했다고 하여 통영반도와 미륵도 사이를 '판데목'(착량, 鑿梁)이라고 부르는데, 무수히 많은 일본군이 죽어 시체가 되었다는 뜻으로 '송장목'이라고도 한다.

## 통영 운하
통영 운하(統營運河)는 통영시의 통영반도와 미륵도 사이를 관통하는 길이 1,420m(해상준설 구간 1,170m 포함), 너비 42~55m, 간조수심 3.1m의 운하이다. 1928년 5월에 착공해 4년6개월 후인 1932년 11월 20일에 완공되었다. 이 운하의 완공과 같은 시기에 통영해저터널도 개통되었다.

## 교통
미륵도와 통영반도는 충무교, 통영대교 및 통영해저터널로 연결되어 있다.

## 행정
미륵도는 원래 전지역이 산양면(현 산양읍)에 속했지만, 통영 운하가 생기고 3년4개월 후인 1936년 4월 1일 운하와 접하는 산양면의 북부(현 봉평동, 미수동 등)가 통영읍에 편입되었다.

## 관광
섬 중앙에는 미륵산이 있고, 등록문화재로 통영해저터널이 있다. 섬과 주변 지역의 많은 부분이 한려해상국립공원으로 지정되어 있다. 미륵산에는 통영 케이블카가 있다.